# 9109 Yukomotizuki
A 9109 Yukomotizuki (ideiglenes jelöléssel 1997 AH7) a Naprendszer kisbolygóövében található aszteroida. Takao Kobajashi fedezte fel 1997. január 9-én.